# Аграрное общество
Агра́рное о́бщество (аграрная экономика) — этап общественно-экономического развития, при котором наибольший вклад в стоимость материальных благ вносит стоимость ресурсов, производимых в сельском хозяйстве. Формируется в результате неолитической революции. В отличие от охотничье-собирательского (доаграрного) общества, люди в аграрных обществах обладают искусственными средствами увеличения продуктов питания и жизнедеятельности с занимаемой ими территории, поэтому плотность населения в таких обществах многократно увеличивается, что влечёт за собой радикальное усложнение их социально-политической организации.
Основные характеристики аграрного общества:
- относительно слабая социальная дифференциация (она, тем не менее, достаточно высока в сравнении с большинством охотничье-собирательских обществ)
- преобладание сельского населения
- основной тип производства — сельское хозяйство
- некоторое развитие добывающих отраслей
- незначительное развитие промышленных отраслей

Характерной чертой долгосрочной динамики аграрных обществ являются политико-демографические циклы.
Выделение аграрных обществ в один тип достаточно условно, так как они демонстрируют между собой значительные различия по всем основным показателям. Так, для простых аграрных обществ (классическим примером здесь могут служить папуасы Новой Гвинеи до начала их модернизации) характерно отсутствие надобщинных уровней политической интеграции, при этом именно независимые общины (размером в 200—300 чел.) оказываются основной формой политической организации; в то же самое время, для сложных аграрных обществ характерно наличие 3, 4 и более уровней надобщинной политической интеграции, а сложные аграрные политии могли контролировать территории по много миллионов квадратных километров, населённые десятками или даже сотнями (Цинский Китай) миллионов человек. Аграрные общества трансформируются в индустриальные в результате промышленной революции.